# Bruno Patino
Pour les articles homonymes, voir Patiño (homonymie).
Bruno Patino (ou Patiño), né le 8 mars 1965 à Courbevoie, est un journaliste et dirigeant de presse français.
Il a travaillé dans plusieurs médias : livre, presse quotidienne, presse magazine, radio, télévision et Internet. Directeur éditorial d'Arte France depuis 2015, après avoir été directeur de la station de radio France Culture et de l'École de journalisme de l'Institut d'études politiques de Paris, chargé du numérique à France Télévisions, il devient président du directoire d'Arte France le 5 juillet 2020. 
Bruno Patino est président d'Arte GEIE du 1er janvier 2021 au 31 décembre 2024, puis vice-président depuis le 1er janvier 2025.

## Biographie

### Jeunesse et études
Bruno Patino est le fils de Hugo Patiño, chef d’orchestre à La Paz jusqu'à ce qu'il quitte son pays à 39 ans, puis producteur réalisateur pour le service espagnol de Radio France internationale (RFI). Son grand-père paternel est un musicien bolivien indien aymara.
Son grand-père maternel fut administrateur général de France-Soir,. La mère de Bruno Patino est assistante sociale au sein d'une fondation destinée aux enfants autistes.
Bruno Patino fait ses études secondaires au lycée Marie-Curie de Sceaux entre 1975 et 1982. Il est diplômé de l'Institut d'études politiques de Paris (Service public, 1986) et de l’ESSEC (1990),. Il est titulaire d’une maîtrise en relations internationales (Master of Arts) obtenue à l’université Johns-Hopkins. Il est docteur de l'université Paris 3 Sorbonne-Nouvelle pour une thèse consacrée au Chili.
Il est également ancien élève de l’Institut européen d'administration des affaires (INSEAD) (Advanced Management Program),.

### Parcours professionnel
Après un passage chez CCF InterFinanz GmbH à partir de 1989, il travaille pour l'Organisation des Nations unies (ONU) à New York de 1991 à 1994, puis au Chili pour le Programme des Nations unies pour le développement en Amérique latine, et correspondant du quotidien Le Monde de 1992 à 1994. À cette occasion, il interviewe le général Pinochet,.
Directeur délégué du quotidien Info Matin de 1994 à 1996, il est ensuite secrétaire général de la branche littérature d'Hachette Livre de 1997 à 1999.
Devenu chargé de mission à la direction internationale de Canal+, il entre au groupe Le Monde, où il occupe les fonctions de secrétaire général du directoire du Monde, de 1999 à 2000, et de directeur délégué des Cahiers du cinéma ; il est directeur général du Monde interactif de 2000 à 2003 puis son président de 2003 à 2008 ; il  est président et directeur de la publication de Télérama de 2003 (après que Le Monde a acquis une majorité des parts du magazine) à 2008 ; il est élu le 25 juin 2007 vice-président du groupe Le Monde.
En septembre 2008, il prend la direction de la station de radio publique France Culture qu'il quitte en août 2010 pour rejoindre France Télévisions en tant que directeur général délégué au développement numérique et à la stratégie, et directeur de France 5,.
Depuis mars 2007, il est maître de conférences à l'Institut d'études politiques de Paris,. Il a dirigé l'école de journalisme de l'Institut entre 2008 et 2021.
Bruno Patino est également l'un des « maestros » de la Fondation Gabo créée par Gabriel García Márquez pour le journalisme ibéro-américain.
Il est élu au conseil municipal de Sceaux en mars 2008 sur la liste « Vivre à Sceaux », une liste de centre et de centre droit, dirigée par le maire Philippe Laurent, qui l’emporte au second tour face à la liste UMP, mais démissionne dès son élection et ne siège donc pas au conseil[réf. nécessaire].
En 2008, la ministre de la Culture Christine Albanel lui confie une mission sur « l'avenir du livre »,. Il préside, en octobre 2008, le pôle numérique au sein des États généraux de la presse écrite.
Le 28 janvier 2013, il est nommé directeur général délégué aux programmes, aux antennes et aux développements numériques de France Télévisions,.
Le 20 août 2015, il annonce sur Twitter son départ de France Télévisions, quelques jours avant l’arrivée de Delphine Ernotte à la tête du groupe audiovisuel public. Il est remplacé par Caroline Got, ancienne directrice générale de TMC et NT1.
Le 20 octobre 2015, Véronique Cayla, présidente du directoire d'Arte France, annonce dans un communiqué de presse la nomination de Bruno Patino au poste de directeur éditorial d'Arte France, à compter du 16 novembre 2015, en remplacement de Vincent Meslet qui a pris, fin août, la direction de France 2,.
Le 22 juin 2020, Bruno Patino est nommé président du directoire d'Arte France à compter du 5 juillet 2020, puis président d'Arte GEIE, la structure qui regroupe Arte France et Arte Allemagne, à partir du 1er janvier 2021, jusqu'au 31 décembre 2024. Pour respecter l'alternance de la présidence d'Arte GEIE, il est remplacé par Heike Hempel le 1er janvier 2025 et devient à partir de cette date vice-président d'Arte GEIE.
En janvier 2024, Bruno Patino remplace Bruno Lasserre à la présidence des États généraux de l'information.

## Ouvrages
- Pinochet s’en va, IHEAL, 2000 étude sur la transition chilienne
- Avec Jean-François Fogel, Une presse sans Gutenberg, Grasset, 2005  (ISBN 978-2-246-69951-4) impact d'Internet sur la presse et le journalisme
- Avec Jean-François Fogel, La condition numérique, Grasset, 2013  (ISBN 978-2-246-76801-2) transformations anthropologiques, sociales et économiques, induites par l'entrée dans l'ère du numérique[Quoi ?]
- Télévisions, Grasset, 2016  (ISBN 978-2-246-81145-9) récit personnel sur son expérience à la direction générale des programmes de France Télévisions mêlant anecdotes tirées de ses carnets et analyses des mutations de la télévision[29].
- La civilisation du poisson rouge : petit traité sur le marché de l'attention, Grasset, 2019  (ISBN 978-2246819295) économie de l'attention par les industries du web qui marient les neurosciences et les données personnelles[30] et système de récompense aléatoire[31]
- Tempête dans le bocal : la nouvelle civilisation du poisson rouge, Paris, Grasset, 2022,  (ISBN 2246828961), présentation sur le site de l'éditeur
- S'informer, à quoi bon ?, Paris, La Martinière (collection ALT), 2023,  (ISBN 9791040114789), présentation sur le site de l'éditeur
- Submersion, Grasset, 2023,  (ISBN 978-2246836520)[32]
- Rire avec le diable, Paris, Grasset, 2024, 94 p. (ISBN 978-2-246-83854-8, présentation en ligne)

## Vie privée
Il rencontre sa femme lors de ses études à Sciences-Po ; le couple a deux enfants. Il est atteint de prosopagnosie,.

## Distinctions
- 2016 :  Chevalier de l'ordre national du Mérite[34]
- 2022 :  Chevalier de la Légion d'honneur[35]